# Казана, Мариуш
Ма́риуш Каза́на (пол. Mariusz Kazana; 5 августа 1960 года, Быдгощ, Польша — 10 апреля 2010 года, Смоленск, Россия) — польский государственный деятель и дипломат.

## Биография
Окончил юридический факультет Варшавского университета.
С 1988 года работал в Министерстве иностранных дел Польши.
В 1989—1992 годах состоял на должности старшего советника Европейского департамента МИД.
С 1992 по 1996 год в должности 1-го секретаря работал в польском посольстве в Париже.
Затем с 1996 по 1999 год был советником министра в Департаменте Западной Европы МИД.
С 1999 по 2003 год снова работал в Париже, в должности советника.
В 2003—2005 годах руководил отделом совместной внешней политики и безопасности Евросоюза Департамента Европейского союза МИД Польши.
С 2005 по 2006 год был заместителем директора Департамента стратегии и планирования внешней политики.

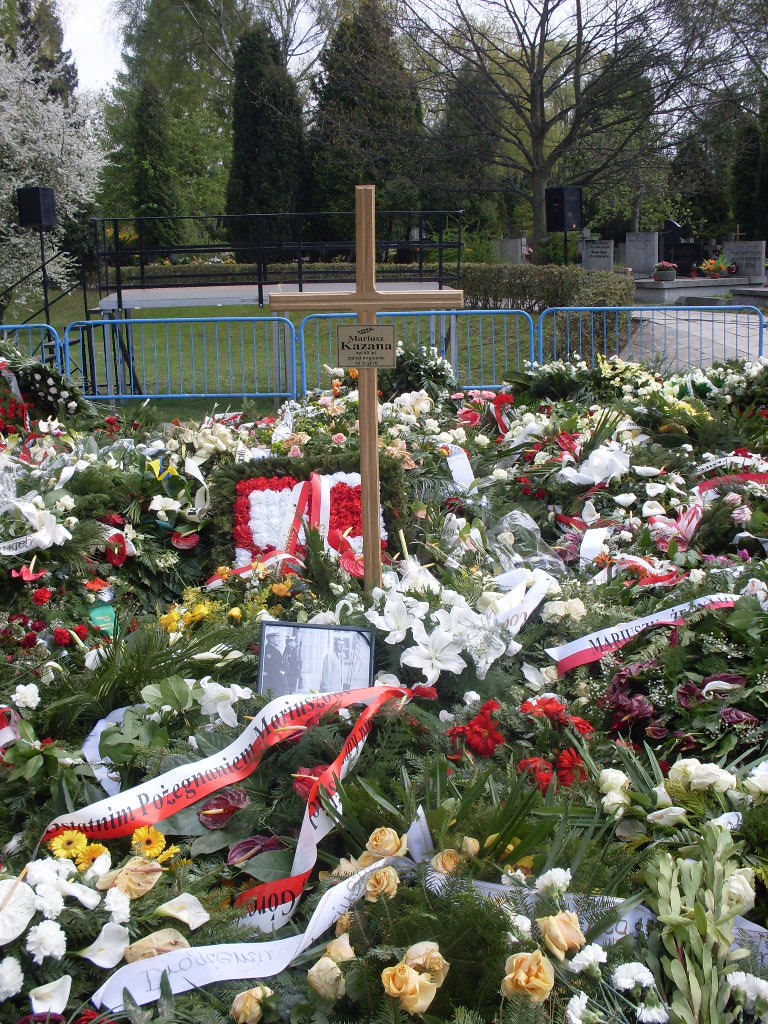
Могила М.Казаны на варшавском кладбище

В 2006 году стал сначала директором бюро генерального директора, а затем генеральным директором Иностранной службы.
11 февраля 2008 года был назначен директором Дипломатического протокола МИД.
Погиб 10 апреля 2010 года в авиакатастрофе президентского самолёта под Смоленском. Экспертами установлено, что М.Казана был в кабине пилотов незадолго до катастрофы и вёл с ними разговор о посадке.
20 апреля 2010 года похоронен на военном кладбище Повонзки в Варшаве.
Владел французским и английским языками. Имел публикации по тематике польско-французских отношений.
Был женат, имел взрослую дочь.

## Награды
- Офицерский крест ордена Возрождения Польши (2010 год, посмертно)[4]
- Почётный знак МИД Польши «Bene Merito» (2010 год, посмертно)[5]
- Кавалер Большого креста португальского ордена Заслуг (2008)[6]